# Dandiganahalli, Channarayapatna
Dandiganahalli là một làng thuộc tehsil Channarayapatna, huyện Hassan, bang Karnataka, Ấn Độ.